# HD 20868 b
HD 20868 b (بالإنجليزية: HD 20868 b)‏ الذي يرمز له بالرمز HD 20868b، هو كوكب خارج المجموعة الشمسية، في كوكبة الكور، يتبع HD 20868 ‏.

## الاكتشاف
اكتشف في 26 أكتوبر 2008.